# Grammy al millor àlbum d'americana
El premi Grammy al millor àlbum d'americana (Grammy Award for Best Americana Album) és entregat per The Recording Academy (oficialment, National Academy of Recording Arts and Sciences) dels Estats Units des de 2010 a artistes de gravacions per àlbums de qualitat en el gènere americana, per a "honorar la consecució artística, competència tècnica i excel·lència general en la indústria discogràfica, sense tenir en consideració les vendes d'àlbums o posició a les llistes".
L'any 2009 l'Acadèmia va anunciar que el premi per a Best Contemporary Folk/Americana Album es repartiria en dues categories diferents: Best Contemporary Folk Album i Best Americana Album. La diferenciació entre totes dues categories es basa en l'ús d'instruments acústics en contraposició als elèctrics; els acústics predominen en el "folk contemporani", mentre que els elèctrics són característics de l'americana. Jed Hilly, director executiu de l'Americana Music Association, va dir que la inclusió de la categoria suposava "un gran reconeixement" del gènere musical. Hilly va admetre haver treballat dur per tal de convèncer l'Acadèmia que inclogués l'americana com a categoria pròpia. La indústria musical havia estat utilitzant el terme "Americana music" durant uns 15 anys abans que el nou premi es creés.
Segons la guia de descripció de la categoria dels Grammy de 2018, "l'americana és música contemporània que ha incorporat elements de diverses músiques i estils vocals tradicionals estatunidencs, com country, roots-rock, folk, bluegrass, R&B i blues, donant lloc a un so distintiu d'arrel tradicional que viu en un món a part de les formes pures dels gèneres als quals pot recórrer. Mentre que els instruments acústics són sovint presents i vitals, l'americana també utilitza sovint una banda elèctrica completa.

## Guardonats
Dècada del 2010
| Any  | Intèrpret(s)                    | Obra                      | Nominats | Ref.          |
| ---- | ------------------------------- | ------------------------- | --- | ------------- |

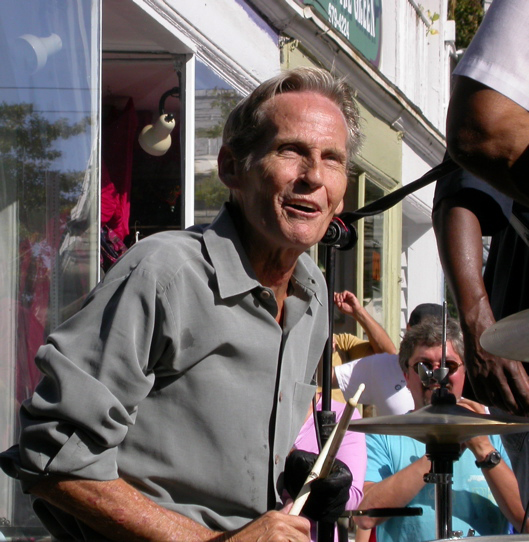
Levon Helm, guanyador els anys 2010 i 2012.

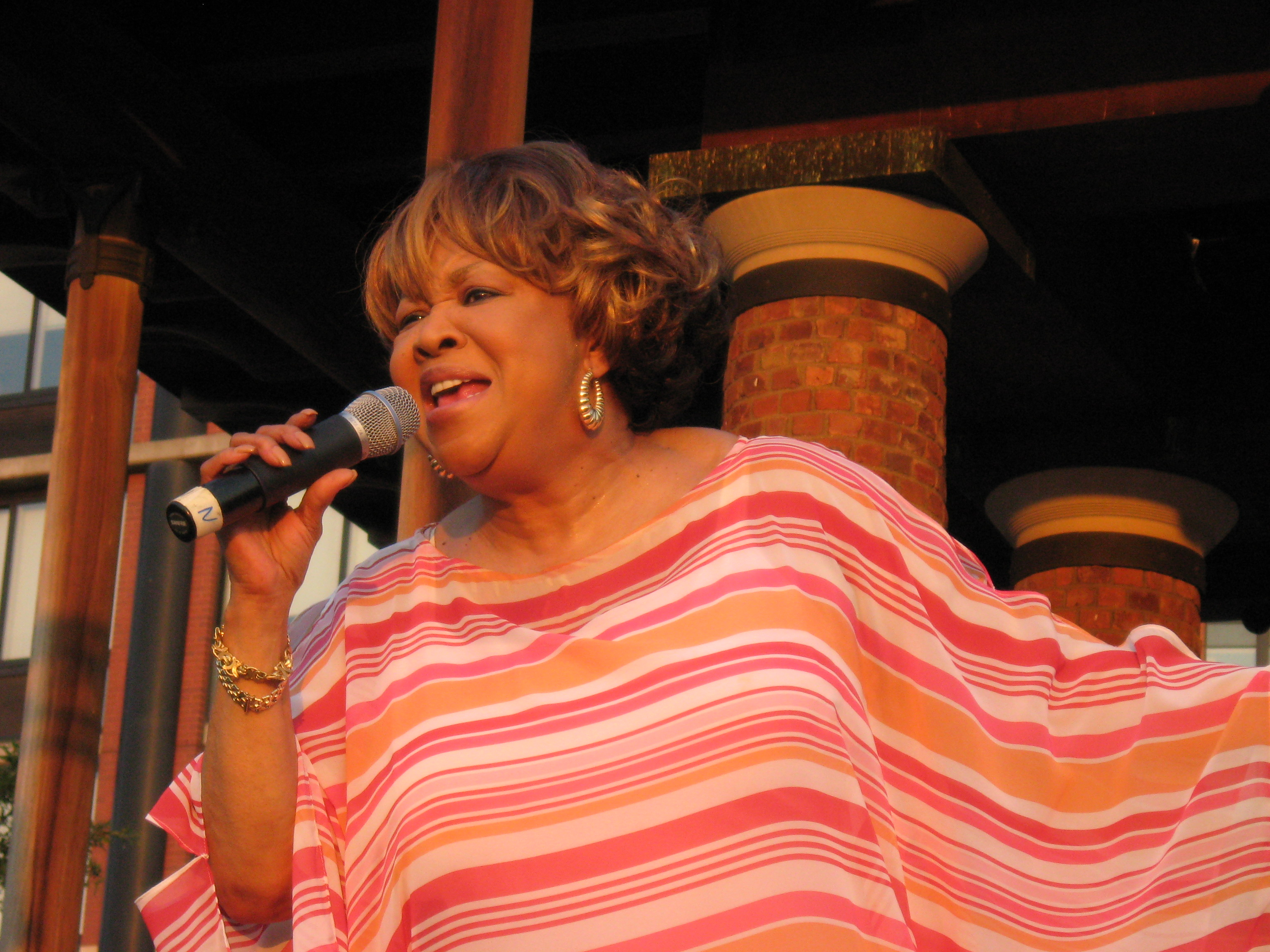
Mavis Staples va rebre el premi el 2011.

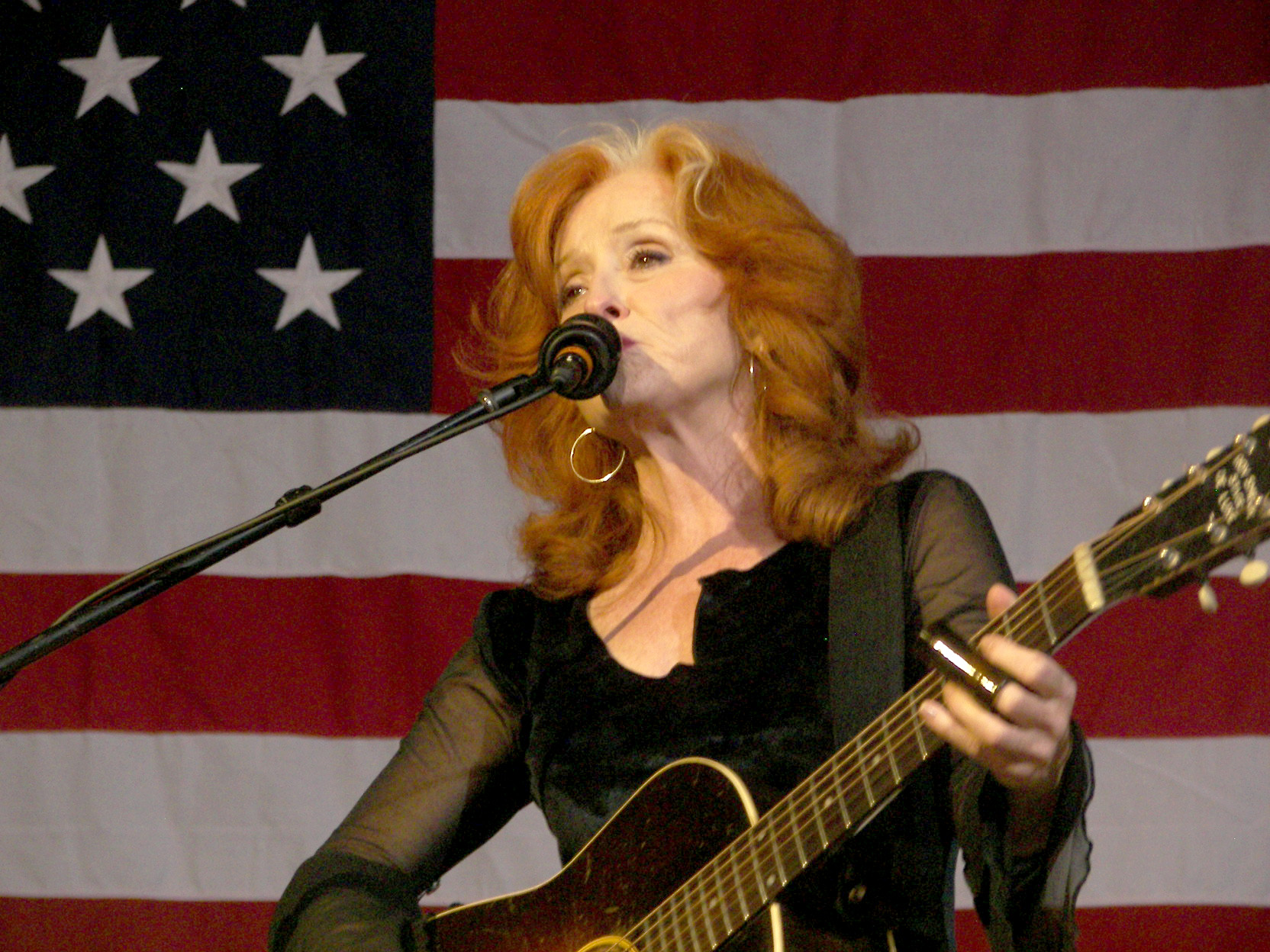
Bonnie Raitt, guanyadora del Grammy el 2013.

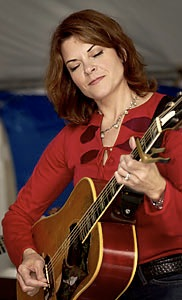
L'any 2015 el premi va anar a parar a Rosanne Cash.

| 2010 | Levon Helm                      | Electric Dirt             | - Bob Dylan – Together Through Life - Willie Nelson i Asleep at the Wheel – Willie and the Wheel - Wilco – Wilco (The Album) - Lucinda Williams – Little Honey               | [ 5 ]         |
| 2011 | Mavis Staples                   | You Are Not Alone         | - Rosanne Cash – The List - Los Lobos – Tin Can Trust - Willie Nelson – Country Music - Robert Plant – Band of Joy                                                           | [ 8 ]         |
| 2012 | Levon Helm                      | Ramble at the Ryman       | - Linda Chorney – Emotional Jukebox - Ry Cooder – Pull Up Some Dust and Sit Down - Emmylou Harris – Hard Bargain - Lucinda Williams – Blessed                                | [ 9 ]         |
| 2013 | Bonnie Raitt                    | Slipstream                | - The Avett Brothers – The Carpenter - John Fullbright – From the Ground Up - The Lumineers – The Lumineers - Mumford & Sons – Babel                                         | [ 10 ] [ 11 ] |
| 2014 | Emmylou Harris i Rodney Crowell | Old Yellow Moon           | - Steve Martin i Edie Brickell – Love Has Come for You - Buddy Miller i Jim Lauderdale – Buddy and Jim - Mavis Staples – One True Vine - Allen Toussaint – Songbook          | [ 12 ]        |
| 2015 | Rosanne Cash                    | The River and the Thread  | - John Hiatt – Terms of My Surrender - Keb' Mo' – BLUESAmericana - Nickel Creek – A Dotted Line - Sturgill Simpson – Metamodern Sounds in Country Music                      | [ 13 ]        |
| 2016 | Jason Isbell                    | Something More Than Free  | - Brandi Carlile – The Firewatcher's Daughter - Emmylou Harris i Rodney Crowell – The Traveling Kind - The Mavericks – Mono - Punch Brothers – The Phosphorescent Blues      | [ 14 ]        |
| 2017 | William Bell                    | This Is Where I Live      | - The Avett Brothers – True Sadness - Kris Kristofferson – The Cedar Creek Sessions - Lori McKenna – The Bird and the Rifle - The Time Jumpers – Kid Sister                  | [ 15 ]        |
| 2018 | Jason Isbell and the 400 Unit   | The Nashville Sound       | - Gregg Allman – Southern Blood - Brent Cobb – Shine on Rainy Day - Iron & Wine – Beast Epic - The Mavericks – Brand New Day                                                 | [ 16 ]        |
| 2019 | Brandi Carlile                  | By the Way, I Forgive You | - Bettye LaVette – Things Have Changed - John Prine – The Tree of Forgiveness - Lee Ann Womack – The Lonely, the Lonesome & the Gone - The Wood Brothers – One Drop of Truth | [ 17 ]        |

### Dècada del 2020
| Edició | Imatge | Guanyador(s)/ Guanyadora(es) | Obra     | Nominat(s)/ Nominada(es) | Ref    |
| ------ | ------ | ---------------------------- | -------- | ------------------------ | ------ |
| 62     |        | Keb' Mo'                     | Oklahoma |                          | [ 18 ] |